# Dieter Bohlen
Dieter Günther Bohlen (Berne, Baixa Saxònia, 7 de febrer del 1954) és un cantant i músic alemany, actiu a la televisió, però conegut més que res per haver format part del duo pop Modern Talking del 1984 al 1987 i del 1998 al 2003.